# Дилором (фильм)
«Дилором» — советский широкоэкранный художественный фильм-опера, снятый на киностудии «Узбекфильм» режиссёром Али Хамраевым в 1968 году. Посвящён 525-летию поэта Алишера Навои.
Является экранизацией одноимённой оперы Мухтара Ашрафи, в свою очередь, основанной на поэме Алишера Навои «Семь планет».

## Сюжет
Рабыня Дилором и художник Мони влюблены друг в друга, но им мешает хозяин рабыни, который дарит её другому мужчине. Мони ищет Дилором и находит её, но она умирает на его руках.

## В ролях
- Гули Хамраева — Дилором (поёт Саодат Кабулова)
- Шухрат Иргашев — Мони (поёт Саттар Ярашев)
- Закир Мухамеджанов — шах Бахрам (поёт Сасон Беньяминов)
- Раззак Хамраев — Нугман (поёт Насим Хашимов)
- Хамза Умаров — Ардашер (поёт Джамал Низамходжаев)
- Бахтиёр Ихтияров — Сарайбеш (поёт Сабир Вахидов)
- Фарида Шарипова — иранская красавица (поёт Ойниса Кучликова)
- Джавлон Хамраев — Улугходжа (поёт Асад Азимов)

Танцы исполняют солисты Государственного академического Большого театра оперы и балета имени Алишера Навои и Государственного ансамбля «Бахор».

## Съёмочная группа
- Режиссёр: Али Хамраев
- Сценаристы: Али Хамраев, Камиль Яшен
- Оператор: Хатам Файзиев
- Художник: Эмонуэль Калантаров
- Симфонический оркестр и хор Государственного академического Большого театра оперы и балета имени Алишера Навои:
  - Дирижёр: Мухтар Ашрафи
- Солисты: Галия Измайлова, К. Юсупова, Тути Юсупова